# Linsang tacat
El linsang tacat (Prionodon pardicolor) és una de les dues espècies de linsang del gènere Prionodon inclòs a la família dels vivèrrids.

## Descripció
És un animal amb aspecte de gat. Té una longitud d'entre 38 i 41 centímetres des de la punta del nas fins a la base (el naixement) de la cua. La seva cua mesura entre 33 i 35 centímetres de longitud, i el seu pes és inferior a 35 unces (aproximadament 1 quilogram). No s'han informat diferències de mida entre mascles i femelles. El cap recorda el d'una guineu, però amb el musell més llarg. Els seus ulls grossos i foscos li permeten tenir una bona visió de nit. Té una oïda molt fina amb unes orelles amb molta mobilitat. El seu pelatge suau i dens recorda el vellut, i està marcat amb taques disposades en files longitudinals. El color dels individus varia de l'ataronjat al marró clar.
La cua llarga i esponjosa està envoltada per entre 8 i 10 anells foscos. Els seus peus grans i dotats de coixinets, estan coberts de pèl curt i tenen urpes retràctils. Les potes davanteres tenen beines a les urpes, mentre les potes del darrere tenen lòbuls de protecció de la pell. Les potes completament peludes, permeten distingir als linsangs d'altres membres de la família. A més, aquests animals no tenen una glàndula perineal, i les segones molars superiors són absentes.

## Ecologia
Viu a gran part del sud-est del continent asiàtic, des de l'Índia al Vietnam, encara que ha desaparegut a gran part dels seus hàbitats naturals. Ja no se'l pot trobar ni a Sikkim ni a Tailàndia.
Els linsangs tacats viuen principalment a les selves tropicals denses, encara que han estat vists en altres zones amb condicions menys humides.
Són animals nocturns que dormen de dia a nius en forats als arbres o sota les arrels, els quals estan folrats amb fulles seques i branques. Es creu que no són animals socials. A causa del seu caràcter tímid i solitari, es coneix poc del seu comportament a la natura.
Els linsangs tacats són principalment depredadors arboris. Les seves urpes llargues i esmolades, juntament amb els seus cossos prims, els permeten de córrer per les branques dels arbres. Tot i ser principalment arboris, també passen temps caçant a terra.
S'alimenten principalment de rosegadors, però també mengen ocells, insectes, petits rèptils, granotes, ous i carronya. A més d'alimentar-se de carn, se sap que també mengen fruits.
No hi ha documentació del sistema d'aparellament d'aquests animals. Tot i això, se sap que els linsangs tacats tenen una temporada de reproducció al febrer i una segona a l'agost. Les femelles poden tenir una o dues ventrades per any. Malgrat no disposar de detalls del seu cicle reproductiu, el cicle estral del linsang ratllat, el seu congènere i parent més proper, és d'11 dies. Les ventrades solen ser generalment de dues cries, les quals tenen un pes al voltant dels 40 grams en el moment del seu naixement. Els cadells viuen amagats en forats als troncs o les arrels dels arbres fins que són deslletats. Es desconeix si la mare ensenya a les cries a caçar.
No es coneixen més detalls de la reproducció d'aquesta espècie. Es desconeix quan els cadells són deslletats, quan se separen dels progenitors, i a quina edat assoleixen la maduresa sexual i s'aparellen per primer cop. Tampoc no se sap si els mascles d'aquesta espècie intervenen en la cria.
No hi ha reports sobre la comunicació entre individus d'aquesta espècie. No obstant això, se sap que altres vivèrrids emeten certes vocalitzacions, que es comuniquen per mitjà d'aromes, i que la comunicació tàctil és especialment important entre individus, així com entre la mare i les seves cries.

## Estat de conservació
Com en el cas d'altres petits animals dels boscos, la seva principal amenaça és la pèrdua d'hàbitat a causa de la tala d'arbres i la conversió de boscos en camps de cultiu. A més, a causa del seu apreciat pelatge, la caça d'aquests animals també representa una amenaça per a la supervivència de l'espècie.